# Henry Norman
Henry Norman, né à Leicester le 19 septembre 1858 et mort le 4 juin 1939, 1er baronnet, est un homme politique libéral et journaliste britannique, époux de l'écrivain-voyageur Ménie Muriel Dowie (en) puis de la suffragette Florence Norman.

## Biographie
Après des études de théologie à Leipzig puis au Harvard College, il préfère une carrière de journaliste à celle de prédicateur. Il travaille pour la Pall Mall Gazette pour laquelle il couvre l'Affaire Dreyfus ainsi que pour le New York Times.
Il est élu à la Chambre des Communes pour le parti libéral à partir de 1900. En 1910, il entre au gouvernement en tant que Postmaster General et est chargé du télégraphe sans fil au War Office pendant la Première Guerre mondiale. Il est anobli en 1915 et entre au Privy Council en 1918. Il mène aussi en parallèle une carrière dans l'industrie.
Il fait de nombreux voyages et écrivit de nombreux ouvrages.